# Portsmouth Guildhall
Portsmouth Guildhall es un edificio de usos múltiples en el centro de Portsmouth, Reino Unido, ubicado en una plaza peatonal cerca de la estación de tren de Portsmouth y Southsea. Construido en 1890, fue conocido como Portsmouth Town Hall hasta 1926. Fue gravemente dañado por los bombardeos durante la Segunda Guerra Mundial y reconstruido en gran parte durante la década de 1950 por el arquitecto inglés Ernest Berry Webber. Ahora funciona como lugar de conciertos, bodas y conferencias. Es un edificio catalogado de Grado II.

## Historia

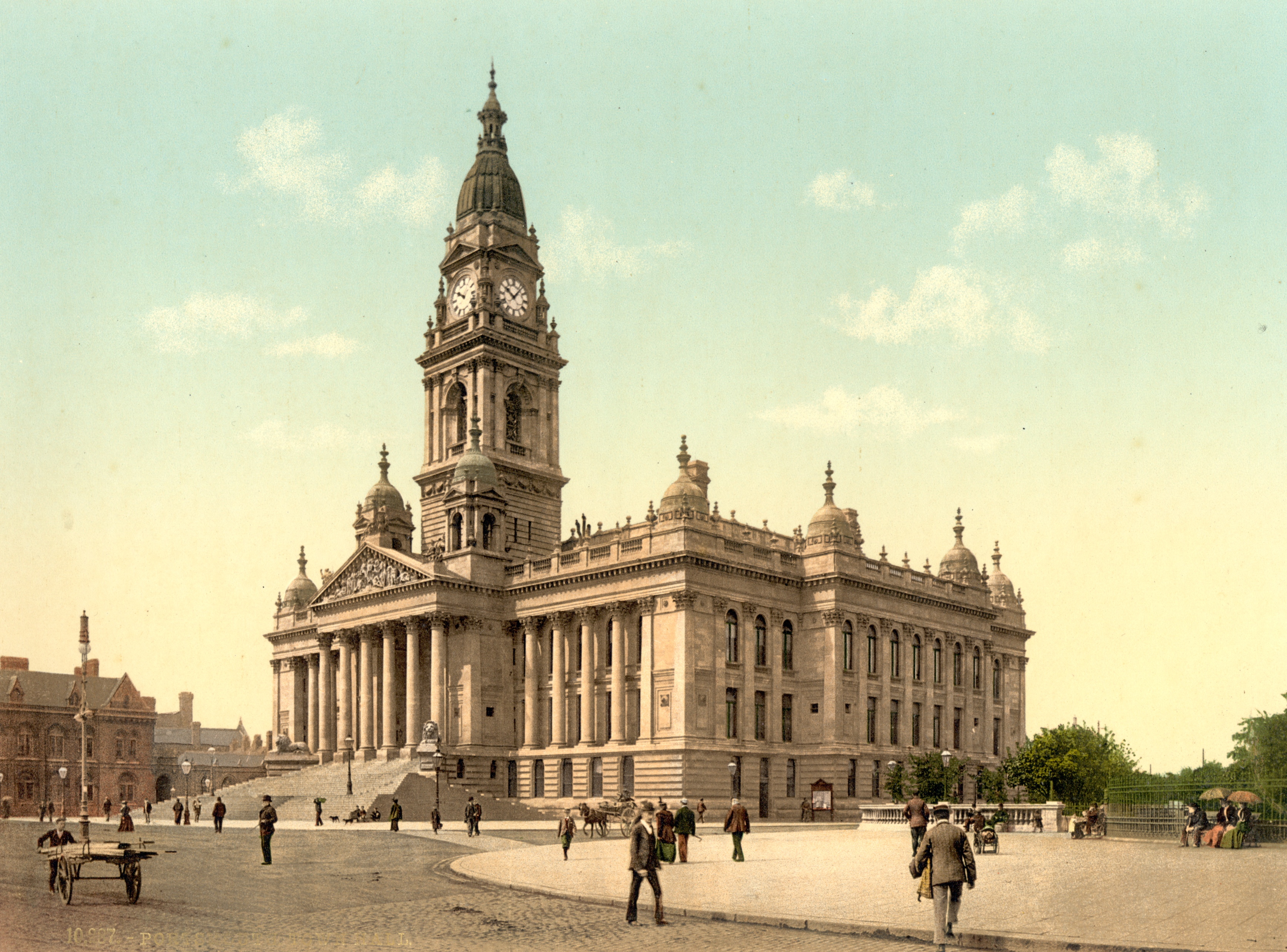
El Guildhall antes de la Segunda Guerra Mundial

El edificio actual se encargó para reemplazar un ayuntamiento anterior ubicado en High Street. El sitio elegido para el nuevo edificio había sido ocupado por la casa del Comandante de Artillería. La primera piedra fue colocada por el alcalde, Alfred Starling Blake, el 14 de octubre de 1886. El edificio, que fue diseñado por William Hill en estilo neoclásico, fue inaugurado oficialmente por el Príncipe y la Princesa de Gales el 9 de agosto de 1890.
El diseño externo implicó una fachada principal con 17 bahías separadas por columnas de orden corintio y un gran pórtico con un frontón arriba. El frontón fue diseñado por el escultor Henry Thomas Margetson y estaba destinado a representar a " Britannia recibiendo los oficios del mundo". Sobre la corona del frontón se instaló una estatua de Neptuno sentado en un carro tirado por tres caballitos de mar. En el nivel del techo se erigió un campanario de tres niveles con relojes en cada cara. Internamente, las salas principales eran la sala de conciertos principal, la sala del consejo y una sala ahora conocida como la "cámara de las estrellas": la última sala ahora muestra un enorme mural conocido como "La luz del cielo, nuestra guía" que representa escenas locales. El diseño es una versión un poco más elaborada de su encargo completado en 1873 para el Palacio consistorial de Boltonn.
Después de que Portsmouth fuera elevada a la categoría de ciudad el 21 de abril de 1926, el edificio que anteriormente se conocía como "Ayuntamiento" pasó a llamarse "Guildhall".
El 10 de enero de 1941, durante la Segunda Guerra Mundial, fue alcanzado por bombas incendiarias enemigas. El fuego resultante destruyó el edificio, destruyendo completamente el interior y el techo. Solo los muros exteriores y la torre permanecieron en pie, y fueron dañados por el fuego.
El ayuntamiento se reconstruyó por completo a un costo de £ 1.5 millones, durante un período de cuatro años, a partir de 1955, a los diseños del arquitecto Ernest Berry Webber. El interior se modificó respecto al original y al estilo externo le faltan muchos de sus detalles originales, especialmente la cúpula sobre el reloj y los remates sobre las balaustradas alrededor del techo. Fue reabierto por la reina Isabel II, acompañada por el duque de Edimburgo, el 8 de junio de 1959.
La cámara del consejo fue la sede del municipio del condado de Portsmouth durante gran parte del siglo XX y continuó siendo la sede del gobierno local después de que se formara el Ayuntamiento ampliado de Portsmouth en 1974. Los edificios cívicos, construidos al este para adaptarse a las crecientes necesidades de los funcionarios del consejo y sus departamentos, se completaron en 1976.

## campanas

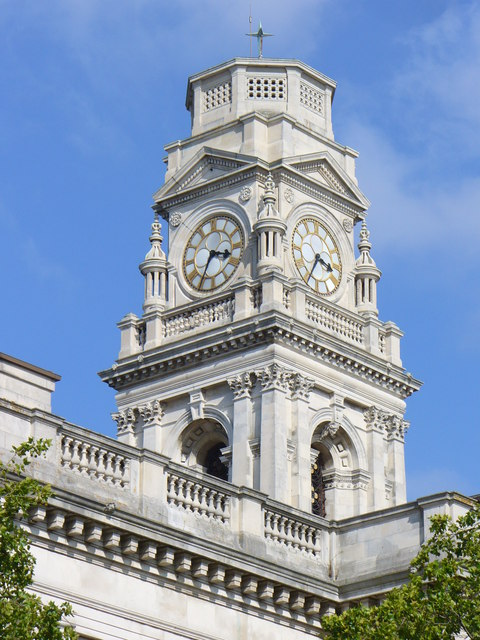
Detalle de la torre del reloj

Hay cinco campanas en su campanario, apodadas colectivamente The Pompey Chimes, ya que inspiraron el canto de fútbol del mismo nombre. La más grande de las cinco campanas, Victoria, lleva el nombre de la reina Victoria y está inscrita con su nombre, y suena la hora. Las campanas de cuatro cuartos suenan a los 15, 30 y 45 minutos después de la hora y suenan en Westminster Quarters, justo antes de que Victoria toque la hora.
Las campanadas de Pompeyo se silenciaron en 2003 cuando se descubrió que el campanario necesitaba restauración debido a la naturaleza corrosiva de la sal marina en el aire de Portsmouth. El trabajo fue realizado por Smith of Derby Group, el proyecto de restauración finalizó a tiempo para la visita de la reina Isabel a Portsmouth en 2009 para conmemorar el 65 aniversario del desembarco del Día D.
Las campanas de cuatro cuartos debían haber sido nombradas oficialmente Nelson, Victory, John Pounds y Harry Redknapp en una encuesta pública de 2008 realizada por el Ayuntamiento de Portsmouth en 2008. El nombramiento oficial se estancó debido a la gran popularidad de los votos en Internet por el nombre de Harry Redknapp de votantes anónimos no registrados. Redknapp, el exentrenador del Portsmouth Football Club, abandonó repentinamente el club por el Tottenham Hotspur FC poco antes de que comenzara la votación del nombre de la campana, lo que dejó una amplia gama de emociones entre muchos fanáticos del Portsmouth Football Club y residentes de la ciudad. El ayuntamiento de Portsmouth, que había organizado la votación, sospechó de un juego sucio, posiblemente de los aficionados al fútbol rivales, y las campanas de cuatro cuartos no han sido nombradas.

## Uso actual

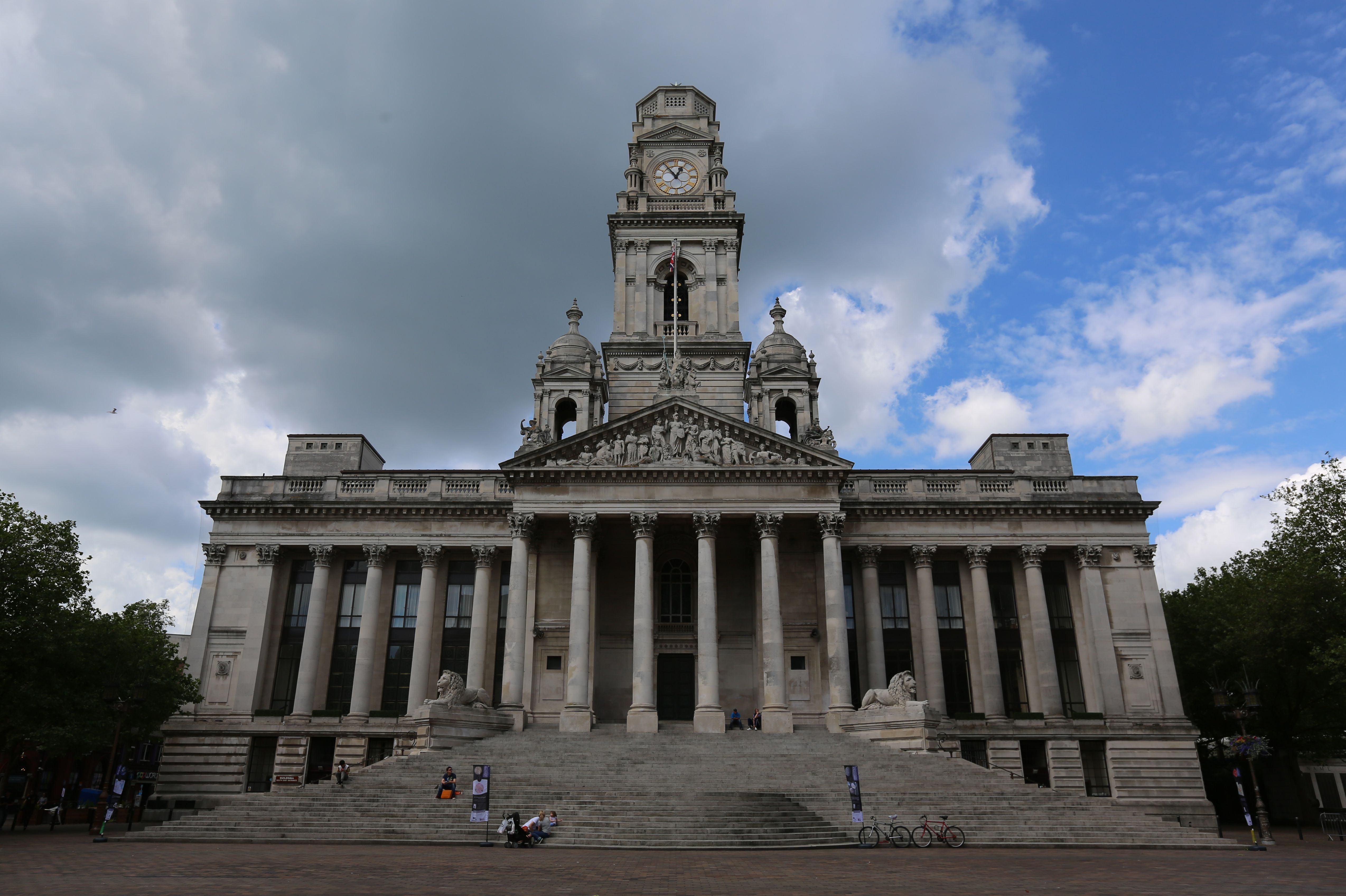
Portsmouth Guildhall visto en 2014

El Guildhall ahora funciona como lugar de conciertos, bodas y conferencias. Ha sido administrado por Guildhall Trust (anteriormente Portsmouth Cultural Trust), una organización benéfica registrada, desde 2011. La sala principal tiene una capacidad permanente de hasta 2.500 para conciertos. Los principales artistas han incluido a Debbie Harry en noviembre de 2003.
Es el punto focal de Guildhall Square, una plaza peatonal diseñada en la década de 1970. Otras estructuras significativas alrededor de la plaza incluyen una estatua de la Reina Victoria, los edificios de la universidad, el monumento a los caídos en la guerra de la ciudad y el Parque Victoria. 